# Achterhoek (regione)
L'Achterhoek (pron.: /axtǝrhuk/; in basso sassone: Achterhook) è una regione geografica della zona centro-orientale dei Paesi Bassi, situata nella provincia della Gheldria. Capoluogo della regione viene considerato Doetinchem.

## Etimologia
Nel toponimo Achterhoek, vi è il termine olandese hoek, che significa "angolo".

## Geografia

### Collocazione
L'Achterhoek si trova nella parte sud-orientale della provincia della Gheldria.
Confina a sud con la Germania, con la provincia dell'Overijssel  (e più specificatamente con le regioni del Salland e della Twente) a nord, con l'IJssel ad ovest e con la regione di Liemers a sud-ovest.

### Territorio

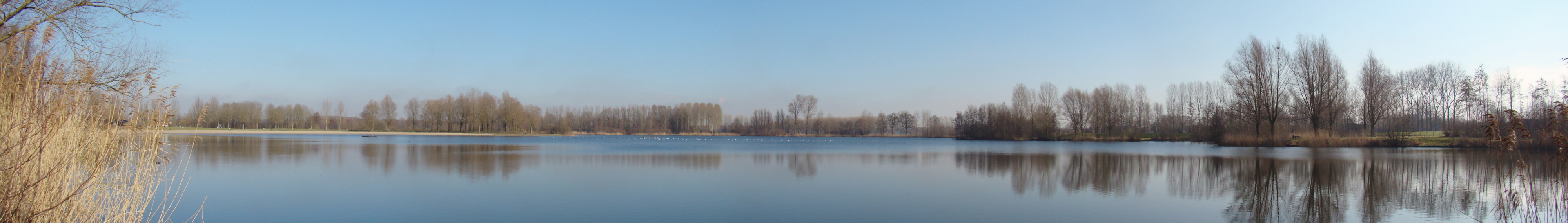
Paesaggio dell'Achterhoek

Parte del territorio, segnatamente la sua zona occidentale, comprende la zona boscosa nota come Montferland.

### Comuni
Nel territorio dell'Achterhoek sono compresi i seguenti comuni:
- Aalten
- Berkelland
- Bronckhorst
- Doesburg
- Doetinchem
- Lochem
- Montferland
- Oost Gelre
- Oude IJsselstreek
- Winterswijk
- Zutphen

## Lingua
Nell'Achterhoek viene parlato un dialetto particolare del basso sassone, noto come Achterhoeks.

## Monumenti e luoghi d'interesse
- Huis Bergh, a 's-Heerenberg (comune di Montfeland)[5]